# Agelenopsis utahana
Agelenopsis utahana är en spindelart som först beskrevs av Chamberlin och Ivie 1933.  Agelenopsis utahana ingår i släktet Agelenopsis och familjen trattspindlar. Inga underarter finns listade i Catalogue of Life.

## Bildgalleri

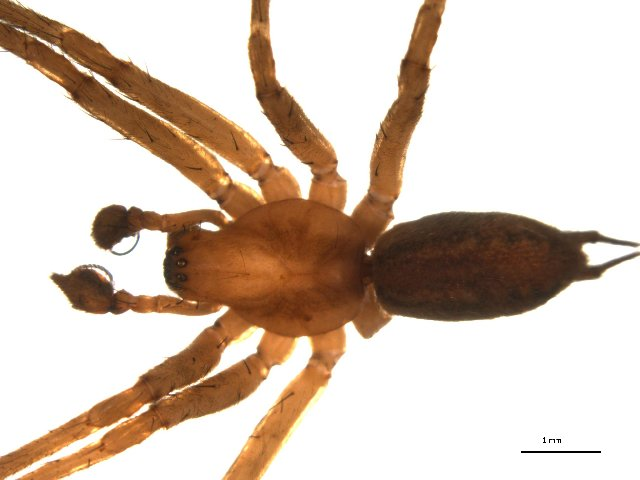